# Oława
Oława (Duits: Ohlau) is een stad in het Poolse woiwodschap Neder-Silezië, gelegen in de powiat Oławski. De oppervlakte bedraagt 27,34 km², het inwonertal 31.078 (2005).

## Verkeer en vervoer
- Station Oława

## Geboren in Oława
- Ernst Bröer (1809-1886), Duits organist en muzikant
- Bernhard Lichtenberg (1875-1943), Duits geestelijke en verzetsstrijder
- Richard Peter (1895-1977), Duits fotograaf
- Bernd Eistert (1902-1978), Duits chemicus
- Marek Wrona (1966), wielrenner
- Grzegorz Żołędziowski (1980), wielrenner